# Waltzes from Vienna
Waltzes from Vienna är en brittisk musikalfilm från 1934 i regi av Alfred Hitchcock. Filmen handlar om Johann Strauss den äldre och den yngre.

## Rollista i urval
- Esmond Knight - Johann "Schani" Strauss den yngre
- Jessie Matthews - Resi
- Edmund Gwenn - Johann Strauss den äldre
- Fay Compton - Grevinnan Helga von Stahl
- Frank Vosper - Prins Gustav
- Robert Hale - Ebezeder
- Marcus Barron - Drexter
- Charles Heslop - Betjänt
- Betty Huntley-Wright - Kammarjungfru
- Hindle Edgar - Leopold
- Sybil Grove - Mme. Fouchett
- Billy Shine Jr. - Carl
- Bertram Dench - Lokförare
- B. M. Lewis - Domeyer
- Cyril Smith - Sekreterare